# CyberTiger
CyberTiger és un videojoc de golf que mostra el golfista professional, Tiger Woods, per la Nintendo 64, PlayStation i Game Boy Color llançat el 2000.